# Cassida pseudomurraea
Cassida pseudomurraea là một loài bọ cánh cứng trong họ Chrysomelidae. Loài này được Gruev miêu tả khoa học năm 1978.